# Aleksandr Chartsjenkov
Aleksandr Sergejevitsj Chartsjenkov (Russisch: Александр Сергеевич Харченков) (Moskou, 4 juni 1953) was een basketballer die uitkwam voor het basketbalteam van de Sovjet-Unie. Hij heeft verschillende medailles gekregen waaronder Meester in de sport van de Sovjet-Unie, Internationale Klasse in 1974 en Meester in de sport van Rusland.

## Carrière
Chartsjenkov begon zijn carrière bij CSKA Moskou in 1969. Met CSKA werd hij één keer landskampioen van de Sovjet-Unie in 1970. In 1971 vertrok Chartsjenkov naar Dinamo Moskou. In 1979 vertrok Chartsjenkov naar Spartak Leningrad. Met Spartak won hij de USSR Cup in 1987. In 1992 verhuisde hij naar Syntainics MBC in Duitsland. In 1994 stapte hij over naar TSV Quakenbrück in Oostenrijk. In 1995 stopte Chartsjenkov met basketballen maar in het seizoen 1999-2000 speelde hij toch weer mee bij Arsenal Toela waar hij toen hoofdcoach van was. Chartsjenkov speelde jaren voor het nationale team van de Sovjet-Unie. Chartsjenkov won goud op de Wereldkampioenschappen in 1974. Ook won Chartsjenkov zilver op het Europees Kampioenschap in 1977.
Na zijn carrière werd Chartsjenkov hoofdcoach bij Spartak Sint-Petersburgin 1995. In 1997 stapte hij over naar Aquarius Wolgograd. In 1998 werd hij coach bij Arsenal Toela. In 2001 werd hij hoofdcoach van USC Freiburg in Duitsland. In 2002 ging hij terug naar Rusland om hoofdcoach te worden van het vrouwenteam van Dinamo Moskou. In 2002 werd hij ook assistent coach onder hoofdcoach Sergej Jelevitsj bij het nationale basketbalteam van Rusland. In 2004 werd hij hoofdcoach van Chimki Oblast Moskou 2. In 2006 stapte hij over Baltiejskaja Zvezda Sint-Petersburg.

## Erelijst
- Landskampioen Sovjet-Unie: 1
  - Winnaar: 1970
  - Tweede: 1991
  - Derde: 1975, 1976, 1977, 1981, 1985, 1986, 1987
- Bekerwinnaar Sovjet-Unie: 1
  - Winnaar: 1987
- Saporta Cup: 2
  - Winnaar: 1973, 1975
- Wereldkampioenschap: 1
  - Goud: 1974
- Europees Kampioenschap:
  - Zilver: 1977

## Speler
4 Pavlov ·
5 Paulauskas  ·
6 Miloserdov ·
7 Salnikov ·
8 Bolosjev ·
9 Edesjko ·
10 S. Belov ·
11 Tomson ·
12 Bolsjakov ·
13 Chartsjenkov ·
14 A. Belov ·
15 Zjigili ·
Coach: Kondrasjin
· Assistent-coach: Basjkin
· Assistent-coach: Portnych
4 Jerjomin ·
5 Petrakov ·
6 Miloserdov ·
7 Salnikov ·
8 Arzamaskov ·
9 Chartsjenkov ·
10 Belov  ·
11 Tkatsjenko ·
12 Mysjkin ·
13 Korkia ·
14 Bilostinnyj ·
15 Zjigili ·
Coach: Gomelski
· Assistent-coach: Ozerov
· Assistent-coach: 

## Coach
4 Karasjov ·
5 Jersjov ·
6 Licholitov ·
7 Solovjov ·
8 Koebrakov ·
9 Samojlenko ·
10 Chrjapa ·
11 Pasjoetin ·
12 Monja ·
13 Kirilenko ·
14 Domani ·
15 Savrasjenko ·
Coach: Jelevitsj
· Assistent-coach: Selichov
· Assistent-coach: Sokolovski
· Assistent-coach: Chartsjenkov